# Pseudomennis
Pseudomennis là một chi bướm đêm thuộc họ Geometridae.